# Kubrick, Nixon und der Mann im Mond
Kubrick, Nixon und der Mann im Mond ist eine Mockumentary von William Karel, der 2003 den Adolf-Grimme-Preis für diesen Film erhielt. Der Film vermittelt im Stil einer Dokumentation vorgebliche Beweise dafür, dass Stanley Kubrick im Auftrag der Nixon-Regierung die Fernsehberichte der Mondlandung von Apollo 11 in einem Studio der CIA gefälscht habe.

## Inhalt
Der Film gibt an, die Nixon-Regierung habe das Scheitern der Apollo-11-Mission befürchtet, deren Erfolg ihre innen- und außenpolitische Reputation verbessert hätte. Um im Notfall öffentlichkeitswirksames Material für die Medien in der Hinterhand zu haben, sei man an Stanley Kubrick herangetreten, der gerade mit der Produktion von 2001: Odyssee im Weltraum beschäftigt war. Der Regisseur habe unter strengster Geheimhaltung am Set seines Films die Mondlandung mit Regierungsbeamten als Darsteller inszeniert (nebenbei sei die NASA noch von der Filmausstattung beeinflusst worden und habe daraufhin technische Details ihrer Ausrüstung neu entwickelt). Als Gegenleistung für seine Dienste habe Kubrick von der NASA leihweise lichtstarke Filmobjektive erhalten, die erforderlich gewesen seien, um einzelne Szenen von Barry Lyndon überhaupt filmen zu können. a Nach der geglückten Apollo-11-Mission habe Nixon dann die Veröffentlichung des kompromittierenden Materials befürchtet und daher alle an den Dreharbeiten beteiligten Regierungsbeamten liquidieren lassen. Kubrick habe sich nach England zurückgezogen und seinen Landsitz aus Furcht vor Anschlägen auf sein Leben nur äußerst selten verlassen.
Als angebliche Zeitzeugen kommen in Interviews persönlich zu Wort:
- Buzz Aldrin (Apollo-11-Astronaut)
- Lois Aldrin (Ehefrau von Edwin Aldrin)
- Lawrence Eagleburger (in der Nixon-Regierung Assistent des US-Sicherheitsberaters Henry Kissinger)
- Farouk El-Baz (Geologe, bildete die Astronauten aus)
- Alexander Haig (von 1974 bis 1979 NATO-Oberbefehlshaber in Europa)
- Jan Harlan (Schwager und langjähriger Produzent Stanley Kubricks)
- Richard Helms (früherer CIA-Chef)
- Jeffrey Hoffman (NASA-Astronaut)
- Henry Kissinger (US-Sicherheitsberater und US-Außenminister)
- Christiane Kubrick (Ehefrau/Witwe Stanley Kubricks)
- Donald Rumsfeld (Assistent des US-Präsidenten Nixon und späterer Verteidigungsminister der USA)
- Vernon Walters (Sonderbotschafter der Nixon-Regierung und später stellvertretender Direktor der CIA)

Diese Personen sind von Karel mit vagen Fragestellungen zu Stanley Kubrick, seinem Film, zur NASA oder zur Mondlandung interviewt worden. Über die eigentliche Zweckbestimmung der Interviews waren sie nicht im Bilde. Darüber hinaus sind Interviews mit einer Reihe von Personen, so etwa Kubricks Witwe, inszeniert worden, die angebliche Zeitzeugen dargestellt haben. Darunter Namen, die an Figuren aus Kubrick-Filmen erinnern: Zum Beispiel David Bowman (Astronaut in 2001: Odyssee im Weltraum), Jack Torrance (Rollenname des Hauptdarstellers in The Shining) und Dimitri Muffley (eine Kombination der Namen des sowjetischen Generalsekretärs und dem des US-Präsidenten in Dr. Seltsam oder: Wie ich lernte, die Bombe zu lieben). Weitere angebliche Zeitzeugen tragen Namen aus Filmen von Alfred Hitchcock: Eve Kendall (weibliche Hauptfigur in Der unsichtbare Dritte) und Ambrose Chapel (ein wichtiger Ort in Der Mann, der zuviel wußte (1956)). Als angeblich Beteiligter wird ein CIA-Agent namens George Kaplan genannt (ein fiktiver CIA-Agent in Der unsichtbare Dritte). Ein weiterer angeblicher Zeitzeuge ist ein New Yorker Rabbiner namens W.A.Konigsberg, eine Anspielung auf Allan Stewart Konigsberg, den bürgerlichen Namen von Woody Allen.
Stanley Kubrick war drei Jahre vor Entstehung des Mockumentary verstorben, was die Prämisse für die Produktion schuf. Interviews mit ihm sind nicht im Film enthalten. Sein Umzug nach England fand bereits in den frühen 1960er Jahren statt, sein Landsitz war zugleich Wohn- und Arbeitsstätte. Die Objektive der Filmkameras für Barry Lyndon waren baugleich mit denen, die für die NASA entwickelt worden waren, stammten aber nicht aus ihren Beständen. Hierbei handelte es sich um ein extrem lichtstarkes Objektiv von Carl Zeiss, das Planar 0,7/50 mm.

## Kritik
Das Lexikon des internationalen Films urteilte, der Film sei „eine faszinierende Mischung aus found footage und inszeniertem Material“.

## Auszeichnung
Für den Film wurde William Karel 2003 Bereich Information & Kultur mit dem Adolf-Grimme-Preis ausgezeichnet.

## Bedeutung
Der Film macht außerdem Gebrauch von folgenden Manipulationsmöglichkeiten:
- Es werden Interviews mit echten und bekannten Persönlichkeiten gezeigt (z. B. Rumsfeld, Kissinger), aber auch Interviews mit Schauspielern, die erfundene Rollen spielen.
- Die Interviews werden in sehr kurzen, raffiniert ausgewählten Schnipseln aneinandergefügt, sodass sie durch den anderen Zusammenhang eine völlig neue, vom Interviewten nicht beabsichtigte Bedeutung bekommen.
- Bei Interviews in Sprachen, die den Zuschauern fremd sind, stimmen die Untertitel oder die Synchronisation inhaltlich nicht mit den tatsächlichen Aussagen des Interviewten überein.
- Die Präsentation vermischt authentische Ton- und Bildaufnahmen mit unwahren Aussagen, die von einer als autoritativ wahrgenommenen Erzählstimme gesprochen werden und mit abgestimmter Musik untermalt sind.
- Die Tatsache, dass einer der Interviewten (Vernon Walters) kurz nach dem Interview starb, wird als Beweis für eine Vertuschung dargestellt.